# 万喜 (明朝)
万喜，明朝外戚，明宪宗万贵妃的兄弟，万贵的儿子，山东诸城县人。
万贵妃正专宠后宫，万喜担任指挥使，与弟弟万通、万达等人一起骄横跋扈。其父万贵每每看到儿子们随意挥霍赏赐之物，就告诫他们说：“官府赏赐的东西，都有登记在册。日后要是再奉命索取，你们将会犯下重罪。” 万喜兄弟笑万贵迂腐。成化十四年（1478年），万喜被提升为都指挥同知，万通为指挥使，万达为指挥佥事。万通年少时家境贫寒，以经商为业。骤然富贵之后，更加贪婪无度，制作奇巧的器物来谋取利益。宦官韦兴、梁芳等人又在一旁协助，每次进献一件物品，就从内库中拿出财物作为酬谢，运送金钱的队伍络绎不绝。万通的妻子王氏能够出入宫廷，大学士万安依附万通，自称同宗，他家的婢仆也时常到王氏那里请安。李孜省等人都通过万喜得以进用，朝廷内外的人都对此深感苦恼。万通死后，宪宗对万氏家族的恩宠依然没有断绝，升任万喜为都督同知，万达为指挥同知。万通的庶子才两岁，养子才四岁，都被授予官职。宪宗去世后，谏官弹劾万氏家族。明孝宗于是剥夺了万喜等人的官职，全部追回了朝廷赐予的封诰和内库财物。